# موريس ليم
موريس ليم (بالهولندية: Maurice Lim)‏ هو متزلج فني هولندي، ولد في 1984.